# Estación de Murten
La estación de Murten es una estación ferroviaria situada en la comuna suiza de Murten, en el Cantón de Friburgo.

## Historia y Situación
La estación fue inaugurada en 1876 cuando se abrió la Línea del Broye entre Kerzers y Palézieux, a la que se le sumó en 1898 la apertura de la línea Chemin de Fer Fribourg – Morat – Anet (Friburgo - Murten - Ins), cuyas siglas son FMA.
Actualmente, la estación sigue siendo el punto de enlace de ambas líneas, tanto de la Kerzers - Palézieux (Broye), como la Friburgo - Murten - Ins. Ambas son de vía única de ancho UIC (1435 mm) y electrificadas. La estación consta de dos andenes y cuatro vías pasantes, a las que se les suman varias vías toperas. En cuanto a servicios, tiene venta de billetes por taquilla, agencia de viajes y un aparcamiento de 68 plazas, entre otras cosas. Se encuentra situada en el centro del núcleo urbano de Murten.

## Servicios ferroviarios
La estación cuenta con dos compañías, SBB-CFF-FFS y BLS (Berna - Lötschberg - Simplon) que operan los diferentes trenes que paran en la estación:
- R Payerne - Murten. Trenes Regio que enlazan cada hora estas dos comunas suizas situadas en los cantones de Friburgo y Vaud, respectivamente. Efectúan parada en todas las estaciones del recorrido.
- R Neuchâtel - Ins - Murten - Friburgo. Conexiones cada hora, con un tren Regio por sentido. Para en todas las estaciones y apeaderos del trayecto.

Hasta Murten llega la red de cercanías S-Bahn Berna, mediante la línea S5, ofreciendo conexiones con una frecuencia mínima de un tren cada hora hacia Berna.
- S5 (Payerne -) Murten/Ins - Kerzers - Berna. Circula un tren en doble composición desde Berna hasta Kerzers, separándose en esa estación y circulando un tren hasta Ins y otro hasta Murten, aunque algunos servicios son prolongados desde esta última hasta Payerne. En sentido contrario se produce el proceso inverso.